# Men at Arms (Waugh)
Men at Arms ist ein Roman des englischen Schriftstellers Evelyn Waugh, der 1952 veröffentlicht wurde. Die Geschichte schildert die Erlebnisse eines britischen Adeligen in der britischen Armee bei Ausbruch des Zweiten Weltkriegs. Gemeinsam mit den Folgeromanen Officers and Gentlemen (1955) und Unconditional Surrender (1961) bildet das Buch die Trilogie Sword of Honour (deutsch: Ohne Furcht und Tadel), in denen Waugh seine eigenen Erlebnisse in Diensten der britischen Armee verarbeitete.
Evelyn Waugh erhielt 1952 für Men at Arms den James Tait Black Memorial Prize.

## Inhalt
Der Protagonist Guy Crouchback, aus dessen Perspektive die Geschichte erzählt wird, stammt aus einer katholischen englischen Adelsfamilie. Die Familie ist noch vermögend, aber lang nicht mehr so wohlhabend und einflussreich wie vordem; in den Jahren vor dem Einsetzen der Ereignisse der Geschichte lebte Guy auf einem Landsitz in Italien. Mit Beginn des Zweiten Weltkriegs fühlt er sich aber verpflichtet, in den Dienst seines Landes zu treten und gegen den Faschismus zu kämpfen.
Dank der Beziehungen seiner Familie wird er als Offiziersanwärter in das (fiktive) Halberdier-Regiment aufgenommen, ein Traditionsregiment zweiten Ranges. Der introvertierte Guy würde zwar gern als Befehlshaber einer Kampfeinheit eine aktive Rolle im Krieg spielen, aber die Wege der Militärbürokratie stehen dem entgegen.
Guy wechselt während der Ausbildung mit den anderen Offiziersanwärtern seines Regiments von Ort zu Ort in England; Waugh schildert hier die Absurdität der Militärbürokratie in satirischer Form. Guy hat meist eine beobachtende Rolle; er passt in keinerlei Hinsicht in seine Umgebung. Als Kriegsfreiwilliger wird er (wie die anderen freiwilligen Offiziersanwärter) von den Berufssoldaten während der Ausbildung misstrauisch beäugt. Aus den Reihen der Offiziersanwärter sticht er – gemeinsam mit seinem Kameraden Apthorpe – wegen seines fortgeschrittenen Alters hervor: Guy und Apthorpe sind als Mittdreißiger deutlich älter als ihre Gefährten, von denen sie despektierlich als Onkel angeredet werden. Seine Konfession, seine Herkunft aus der Oberschicht, sein Vermögen machen ihn zum Außenseiter. Wegen seiner Sehschwäche ist er ein miserabler Schütze.
Seine Außenseiterposition erlaubt es, die Vorgänge und Beziehungen seiner Umgebung scharf und neutral zu beobachten und mitzuteilen. Guy kann nicht aus seiner Haut, wäre aber gern ein nützlicher Kommandant im Kampfeinsatz. Vom Kriegsverlauf, den Siegen der Deutschen in Frankreich und der Rettung des britischen Expeditionskorps aus Dünkirchen erfahren die Halberdiers nur aus zweiter Hand.
Nicht einmal eine richtige Affäre gelingt ihm. Als er erfährt, dass die katholische Kirche seine (wiederverheiratete) Exfrau Virginia immer noch als seine gültige Gattin betrachtet, trifft er sich mit ihr in London und versucht sie zu verführen; schließlich ist sie die einzige Frau, der er als Katholik ohne Sünde beiwohnen darf. Sie weist ihn freilich zurück.
Neben dem weitgereisten Alkoholiker Apthorpe, mit dem Guy Crouchback kameradschaftlich verbunden ist, spielt der Brigadier Ben Ritchie-Hook, ein Haudegen alter Schule, eine Rolle. In einem der Ausbildungslager kommt es zu einem grotesken Machtkampf um die Nutzung einer mobilen Toilette aus Apthorpes Tropenmobiliar zwischen Apthorpe und Ritchie-Hook.
Nach einem Jahr ohne operativen Einsatz wird die Einheit im September 1940 zur Rückendeckung im Gefecht von Dakar eingesetzt. Laut Einsatzbefehl sollen die Kampfhandlungen den französischen Einheiten unter Charles de Gaulle überlassen werden; sie scheitern am Widerstand der Vichy-treuen Garnison. Ritchie-Hook akzeptiert dies aber nicht und unternimmt auf eigene Faust mit seinen Männern (unter ihnen Crouchback als Offizier) den Versuch, einen vermeintlich ungesicherten Strand einzunehmen und mit diesem Husarenstreich Dakar von Norden zu nehmen. Die nächtliche Aktion gerät zum Debakel, der Strand ist gut gesichert und bewacht, und die Briten müssen sich unter Verlusten zurückziehen.
Die Offiziere sollen dafür vor ein Kriegsgericht in Großbritannien gestellt werden. Beim Warten auf den Rücktransport nach London in Freetown stirbt Apthorpe an den Folgen seines Alkoholismus. Unmittelbarer Auslöser seines Todes ist Guy Crouchback, der ihm nach Offizierssitte eine Flasche Whisky ins Spital schmuggelt, die Apthorpe umgehend leert.

## Hintergrund
Waugh verarbeitete in Men at Arms auch seine eigenen Erlebnisse im Zweiten Weltkrieg. Wie sein Held Guy war er katholisch, aus der Oberschicht, unmilitärisch im Habitus. Waugh war ebenfalls beim Gefecht bei Dakar eingesetzt. Auch einige der Figuren der Geschichte basieren auf realen Personen. Nachdem er die beiden Folgeromane der Trilogie komplettiert hatte, überarbeitete er sie und veröffentlichte sie unter dem Titel Sword of Honour.

## Rezeption
Für sein Werk erhielt Evely Waugh den James Tait Black Memorial Prize. Penelope Lively bezeichnet die Sword of Honour-Romane in einem Artikel für The Atlantic als Waughs masterpiece, auch gegenüber dem weit bekannteren Wiedersehen mit Brideshead.

## Ausgaben
- Englisch: Men at Arms, Penguin Classics, London 2001, ISBN 978-0141185736
- Deutsch: Ohne Furcht und Tadel, übers. von Werner Peterich, Knaus, Hamburg 1979; durchgesehene Neuauflage bei Diogenes, Zürich 2016, ISBN 978-3257069655